# سوبارناچار
سوبارناچار (به لاتین: Subarnachar) یک منطقهٔ مسکونی در بنگلادش است که در ناحیه نواکهلی واقع شده‌است. سوبارناچار ۵۷۶٫۱۴ کیلومتر مربع مساحت و ۲۹۰٬۰۰۰ نفر جمعیت دارد.